# ルカ・ラスカ
ルカ・ラスカ(Luca Rasca, 1972年 - )は、イタリアのクラシック音楽のピアニスト。

## 略歴
ブゾーニ国際ピアノコンクール(2001年)、アレッサンドロ・カーサグランデ国際ピアノコンクール(2000年)、ヴィオッティ国際音楽コンクールピアノ部門(1988年)の3つにすべて入賞した唯一のイタリア人ピアニストである。国際コンクール歴は2005年まで続くが、そのほとんどはイタリアで行われる国際コンクールであった。国外の受賞歴にはロンドンのワールド・ピアノ・コンペティションやドルトムントのシューベルト国際コンクールが含まれる。12歳でルイジ・ファイトに認められピアニストとしてデビュー、国際コンクールの挑戦はまだ音楽院のディプロマがなかった16歳の時にまでさかのぼる。
2004年以降はほぼ毎年のように、国際審査員としてピアノコンクールに顔を出し続けている。1992年よりイモラに在住する。現在は"Jacopo Tomadini" 音楽院でピアノの教鞭をとっている。近年の活動としてAloise Vecchiatoの著書の編集作業があげられる。

## レパートリー
基本的にはオールラウンダーであるが、ルカ・トラブッコとの4手連弾によるバッハ＝レーガーのブランデンブルク協奏曲全曲といった、普通のイタリア人には手が出ない難曲も稀にみられる。ホームページによる情報発信に熱心で、数度衣替えを行っているが、かつてはショパンの練習曲のmp3を全曲アップロードしていたことがある。

## ディスコグラフィー
- CD Aloise Vecchiato: opera completa per pianoforte (1992 - Salieri records)
- CD Vecchiato - Prokofiev: Romeo e Giulietta, live dalla Sala Maffeiana di Verona (Stradivarius 1994)
- CD Ravel (Clarius Audi 1995)
- CD Il Pianista Virtuoso: Chopin - Liszt (Suonare Records 2000)
- CD Clementi: 100 studi del Gradus ad Parnassum (Arts 2003)
- CD Clementi: 23 studi del Gradus ad Parnassum (Suonare Records 2005)
- CD Stephen Heller: l'integrale degli studi per pianoforte, vol. 1 (Piano recital 2013)

## 受賞歴
- 1988 Vercelli (it) "Viotti" 2位
- 2000 London (gb) "World Piano Competition" 3位
- 2000 Terni (it) "Casagrande" 3位
- 2001 Bolzano (it) "Busoni" 5位
- 2002 Val Tidone (it) "Premio Bengalli" 入賞
- 2003 Gorizia (it) "Giuliano Pecar" 3位
- 2003 Cagliari (it) "Ennio Porrino" 1位
- 2004 San Pietro in Vincoli (it) 1位
- 2004 Minerbio (it) 1位
- 2004 San Bartolomeo al Mare (it) "Rovere d'Oro" 1位
- 2004 Roma (it) "Chopin" 1位
- 2005 Verbania (it) "Paul Harris" 1位
- 2005 Padova (it) "Premio Virtuosite" 1位
  - 1989年から1999年までの受賞歴の詳細は不明だが、この時期シューベルト国際コンクールに入賞したことは確かである。

## 審査員歴
- パルマ・ドーロ国際ピアノコンクール・アロイーズ・ヴェッキアート賞に毎年招かれていることで有名。